# آدام چیکسن
آدام چیکسن (انگلیسی: Adam Chicksen؛ زادهٔ ۲۷ سپتامبر ۱۹۹۱) بازیکن فوتبال اهل بریتانیا است.
از باشگاه‌هایی که در آن بازی کرده‌است می‌توان به باشگاه فوتبال گیلینگام، باشگاه فوتبال میلتون کینز دونز، باشگاه فوتبال فلیتوود، باشگاه فوتبال برایتون اند هوو آلبیون، و باشگاه فوتبال لیتون اورینت اشاره کرد.
وی همچنین در تیم ملی فوتبال زیمبابوه بازی کرده‌است.